# Boeing 7J7
El Boeing 7J7 fue un avión de pasajeros de corto-medio alcance propuesto por el constructor estadounidense Boeing en los años 80 del siglo XX. Habría llevado 150 pasajeros y fue promocionado como el sucesor del exitoso Boeing 727. Fue planeado inicialmente para entrar en servicio en 1992. Estaba ideado como un avión altamente eficiente que empleaba nuevas tecnologías, pero fue cancelado cuando el precio del petróleo cayó en los años 80.

## Diseño y desarrollo
El 7J7 estaba planeado para incluir tecnología y electrónica avanzados, tales como:
- Sistema de control de vuelo fly-by-wire de Bendix.
- Cabina de cristal de Honeywell, utilizando LCD.
- Aviónica integrada avanzada.[1]
- Amplio uso de compuestos de alta resistencia, como la fibra de carbono.[1]
- Dos motores propfan General Electric GE36 UDF de tecnología avanzada de hélices contrarrotativas de montaje trasero.

La suma de todas estas características prometían un mejor consumo de combustible en más de un 60 % comparado con cualquier otra tecnología de aviones de pasajeros existente. "Eficiencia" era la palabra clave. El 7J7 iba a tener una configuración de asientos de dos pasillos (2+2+2), dando un ancho sin precedentes y una espaciosa cabina para su clase, sin ningún pasajero a más de un asiento del pasillo.

### Asociación extranjera
También fue inédito en su concierto extranjero, teniendo Japón un 25 % de participación industrial. Los clientes potenciales estaban preocupados con la economía y el ruido de los no probados motores propfan. Boeing canceló el 7J7 en 1987 y concentró sus recursos en más desarrollos del Boeing 737 y del Boeing 757.
La cancelación del proyecto (tan decepcionante como lo fue para la industria aeronáutica japonesa) señaló una nueva era de cooperación entre Boeing y los suministradores japoneses. Las compañías japonesas contribuyeron con porcentajes significativamente grandes de los posteriores proyectos de Boeing (cerca de un 15 % del Boeing 767 y un 25 % del Boeing 777).
La industria japonesa continúa siendo un socio principal extranjero del Boeing 787 Dreamliner.

### Competición
Compitiendo con el 7J7 por el interés de las aerolíneas estaba el McDonnell Douglas MD-94X, también propulsado por propfan, y el Airbus A320. El A320 presentaba mucha tecnología y electrónica avanzadas, pero estaba equipado con motores turbofán convencionales. El Boeing 737 Next Generation y el 777 incorporan muchas de las mejoras del 7J7.

## Aeronaves relacionadas

### Desarrollos relacionados
- Boeing 727
- Boeing 767
- Boeing 777
- Boeing 717

### Aeronaves similares
- / Antonov An-180
- McDonnell Douglas MD-94X
- Tupolev Tu-334
- / Yakovlev Yak-46